# پدرو فوئنتس
پدرو فوئنتس (اسپانیایی: Pedro Fuentes‎؛ زادهٔ ۱۷ ژانویهٔ ۱۹۵۷) وزنه‌بردار اهل کوبا بود. وی در بازی‌های المپیک تابستانی ۱۹۷۶ شرکت کرده‌است.